# Судебник 1497 года
Суде́бник 1497 года, Суде́бник Ивана III — свод законов Русского государства, памятник русского права XV века. Принят в сентябре 1497 года великим князем московским Иваном III Васильевичем при участии его сыновей и Боярской думы.

## Причины издания
Образование централизованного Русского государства, связанное с усилением внутренних экономических связей и ускоренное потребностями самообороны, сделало необходимым издание единого свода законов, регламентирующего основные вопросы укрепления правопорядка нового государства. Кодификация норм русского права в данном Судебнике способствовала укреплению Русского государства.
Существенные изменения в социально-экономическом развитии Руси вызвали расширение барщинного хозяйства. Судебник вводил усиленные санкции за нарушение земельного правопорядка. «Ведомые лихие люди» карались смертной казнью. Памятник отражает политику централизации суда и управления и способствовал законодательной борьбе с произволом землевладельцев, подрывавшим новую систему управления.

## История и авторство
В исторической и историко-правовой науке составление Судебника длительное время приписывалось сыну боярскому дьяку Владимиру Гусеву, казнённому вскоре после принятия Судебника за участие в заговоре. Однако, по мнению историка Л. В. Черепнина и филолога Я. С. Лурье, поддержанному и другими историками, в оригинальном документе имелась описка и речь шла о казни Гусева. В Типографской летописи под 1497 год, сказано: «того же лета князь великый Иван Васильевич, а уложил суд судити по Судебнику Володимера Гусева писати». По предположению учёных, слова «Володимера Гусева писати» не относятся к предыдущей фразе о  Судебнике, а являются началом следующей фразы, вероятно, о заговоре Владимира Гусева. По мнению Черепнина, наиболее вероятными составителями Судебника были князь Иван Патрикеев, а также дьяки: Василий Долматов, Василий Жук, Фёдор Курицын. Историк государства и права С. В. Юшков и историк С. Б. Веселовский писали, что работу над проектом Судебника проделал не один Гусев, а целая правительственная комиссия. Заголовок Судебника гласит о его принятии Иваном III совместно со своими детьми и боярами, поэтому, предположительно, проект Судебника обсуждался на заседаниях Боярской думы при участии великого князя и его детей.
Подготовка Судебника происходила в течение 1497 года. Обнародован он был, предположительно, в феврале 1498 года в связи с венчанием на царство Дмитрия Ивановича Внука.

## Текстология
Документ известен в единственном списке, созданном в начале XVI века либо около 1543—1545 годов четырьмя писцами во главе с архимандритом московского Новоспасского монастыря Нифонтом (Кормилицыным). Список хранится в РГАДА. Судя по тексту, протограф сохранившегося списка имел ряд небольших по объёму текстовых изъятий.
Статьи в сохранившемся списке не пронумерованы. Его текст делится на части киноварными заголовками и инициалами. Первым деление на статьи дал историк права М. Ф. Владимирский-Буданов, разбивший Судебник на 68 статей. Деление Владимирского-Буданова не встретило возражений в исторической науке. Другие учёные, в основном в изданиях текста, также делят памятник на 68 статей. Историк Л. В. Черепнин, основываясь на рукописи Судебника, которую не видел Владимирский-Буданов, предложил деление Судебника на 94 статьи, соответствующие с имеющимися в тексте памятника киноварными инициалами. Кроме того, Черепнин предполагал, что данный Судебник, подобно последующим законодательным сводам Русского государства (Стоглав, Судебник 1550 года) состоял из ста статей, но в 1504 году ряд статей, имевшихся в оригинале, был опущен. Существует также разделение на 95 статей.

## Состав
Судебник включает 4 или 5 разделов, посвящённых определённым вопросам: великокняжеский и боярский суд (ст. 1—25); действия судебных приставов («неделщиков») на всех этапах процесса и оплате их труда (ст. 26—36); суде наместников и волостелей на основе Указа наместникам о суде (ст. 37—45); составной раздел, охватывающий различные нормы процессуального права в отношении свидетелей, поземельного, торгового, холопьего права и др. (ст. 46—68).

## Правовая система
Судебник свидетельствует о существенном развитии системы судопроизводства, в том числе развитии двухуровневой системы судов, усилении центральных судебных органов, введении апелляционной инстанции по ряду дел и в зависимости от уровня полномочий местного суда, конкретной фиксации судебных пошлин, обязательности участия представителей местных сословий в суде, осуществляемом наместниками и волостелями, начале эволюции уголовно-процессуальной системы от состязательного процесса к сыску. Памятник фиксирует значительные изменения системы поземельных отношений, в том числе значение межевания различных по статусу земель и сроки давности по поземельным искам по конфликтам). Ст. 67 устанавливала повсеместное объявление запрета «посулов» (взяток) судьям, приставам и лжесвидетельства, за что должны взиматься большие штрафы.
Фиксируются нормы перехода крестьян. Согласно постановлениям ст. 57, крестьянам давалось право «отказа», перехода крестьян к другому владельцу, лишь один раз в  году, в «Юрьев день осенний». Эта реформа стала одним из завершающих этапов на пути постепенного процесса законодательного ограничения права свободного перехода крестьян, который продолжался на протяжении XV века. В то же время, по мнению историка Г. В. Вернадского, первоначально регламентация права крестьянского перехода двумя неделями (неделя до и неделя после «Юрьева дня») не ограничивала, а, напротив, гарантировала свободу крестьян, сообразуясь с естественными условиями сельской экономики. Для перехода предполагалось самое удобное время: после сбора урожая крестьяне могли рассчитаться со своими долгами и перейти на другое место к началу сельскохозяйственных работ.

## Значение
В Западной Европе в конце XV века не существовало сводов уголовных законов. Многочисленные статуты в Англии, принятые в различное время, к тому периоду не были кодифицированы. Во Франции попытка создания единого правового кодекса была предпринята только в 1533 году с принятием Ordonnanse criminelle и только процессуального характера. Первый общегерманский свод законов «Каролина» возник в 1532 году.

## В художественной литературе
Судебник 1497 года упоминается в историческом романе А. К. Толстого «Князь Серебряный» (1863) при описании «божьего суда» — судебного поединка между боярином Дружиной Морозовым и князем Афанасием Вяземским:

Внутри оцепленного места расхаживали поручники и стряпчие обеих сторон. Тут же стояли боярин и окольничий, приставленные к  полю, и два дьяка, которым вместе с ними надлежало наблюдать за порядком боя. Один из дьяков держал развернутый судебник Владимира Гусева, изданный еще при великом князе Иоанне Васильевиче III, и толковал с товарищем своим о предвиденных случаях поединка.
— «А досудятся до поля, — читал он, указывая пальцем на одно место в судебнике, — а у поля, не стояв, помирятся…».

## Издания
- «Законы великого князя Иоанна Васильевича и Судебник царя и великого князя Иоанна Васильевича с дополнительными указами», изд. К. Калайдовичем и П. Строевым, — М., 1819.
- Акты исторические, собранные и  изданные Археографическою комиссией). — Т. 1, № 105. — СПб., 1841.
- Владимирский-Буданов М. Ф. Хрестоматия по истории русского права. — Вып. 2 (ряд изданий).
- Судебники Русского государства. — Изд. Горьковским пединститутом, 1939.
- Судебники XV—XVI вв. — М.; Л.: Издательство Академии наук СССР, 1952.
  - [Фототипическое переиздание]. СПб., 2015.
- Памятники русского права. Вып. 3: Памятники права периода образования Русского централизованного государства XIV—XV вв. / под ред. Л. В. Черепнина. — М.: Госюриздат, 1955. — С. 341—416. (текст, перевод, комментарии, историкоправовой обзор).
- Российское законодательство X—XX веков: в 9-ти томах. — М.: Юридическая литература, 1985. — Т. 2: Законодательство периода образования и укрепления государства. — 520 с. — (Российское законодательство X—XX веков). — 25 420 экз. (текст судебника с комментариями).